# Lemonade Mouth
Lemonade Mouth je americký filmový muzikál kanálu Disney Channel z roku 2011. Režírovala jej Patricia Riggen, natočen byl podle stejnojmenného románu od Marka Petera Hughese. Je vyprávěn očima mladé zpěvačky Olivie, která popisuje otci, sedícímu ve vězení, příběh založení její kapely s názvem Lemonade Mouth.

## Příběh
Film začíná, když do školy přijde nová žákyně, Stella Yamadová (Hayley Kiyoko), a hned se seznamuje se zdejším režimem, kterému velí ředitel Brenigan (Christopher McDonald). Jeho přístup se jí ani trochu nelíbí. Hned při úvodní řeči proto začne protestovat. Tím si vyslouží školní trest. Po škole se setkává s Wenem (Adam Hicks), který řekl učiteli, že je blbec po tom, co přítelkyni jeho otce označil za Wenovu matku, Mo (Naomi Scott), kterou ředitel nachytal za školou, Charliem (Blake Michael), který zase trefil na fotbale učitele míčem (ten ovšem chtěl trefit domýšlivého Raye) a samotnou Olívií (Bridgit Mendler), která si četla v přístěnku uklízečky, kde neměla co dělat. Jediné, co je pojí, je záhadná Melova organická citronáda z automatu, která jim chutná a povzbuzuje je. Spolu si zazpívají píseň díky zvukům v učebně (klasický muzikál). Učitelka hudby Rezniková (Tisha Campbell), které byla sebrána její učebna kvůli rozšíření tělocvičny, jim navrhne, aby se stali kapelou. Olívie odmítá, protože je trémistka, Mo zase proto, že se bojí svých rodičů, Charlie z podobných důvodů, Stella si myslí že je to blbost. Wen uznává, že nemůže dělat jednočlennou skupinu. S tím se rozejdou. V ten večer se Stella pohádá se svými rodiči a rozhodne se, že nechce zbytek života být nikdo. Obvolá ostatní a sejdou se v pizzerii, kde se dají dohromady. Start kapely je ze začátku nic moc, ale Stella je přihlásí na haloweenský koncert konkurenční školní kapely Mudslide Crush, které mají dělat předkapelu. Mudslide Crash jsou na ně ale pořádně naštvaní, protože si myslí, že jim chtějí přebrat koncert. Při hádce pak Stella zpěváka Mudslide Crash Raye poprská Melovou citronádou, ten jí za to nazve Limonádová huba (Lemonade Mouth) a už mají název. Na koncertě se Olivie zbaví trémy, ale když Stella začne rozdávat limonádu, Brenigan je vypne a zakáže kapele ve škole hrát. Wen ale kapele zamluví místo v pizzerii, kde se dali dohromady, aby tam zpívali. O to je připraví Ray, který tam vyvolá rvačku. Kapelu postihují najednou samé vážné problémy: Wen částečné oslepne, Charlie si přibouchne prsty do šuplíku, Mo onemocní, Olivie ztratí hlas a všechny je zavřou do vězení, protože Stella protestovala proti odvezení Melova automatu ze školy a všichni se poprali se lidmi kteří automat odváželi. Nakonec se rozhodnou na soutěž talentů Rising Star jít. Po crushském výkonu nastupují oni ale kvůli problémům neodzpívají. To pak překvapivě udělá publikum. Nakonec vše skončí dobře, když na svatbě Wenova otce se Sydney potká Stella Mela, který byl spolužákem Wenova otce. Když se Mel dozví, k čemu Lemonade Mouth inspiroval, tak vyslyší Stellinu žádost a postaví škole novou učebnu hudby. Brenigan pak Stellu označí jako možnou budoucí ředitelku, protože se podobá jemu zamlada. Vše končí odesláním Oliviina dopisu a koncertem Lemonade Mouth v Madison Square Garden. Film je velmi hezký a ideální pro rodinný večer. Je v něm spousta krásné hudby a určitě se i zasmějete.

## Postavy

### Lemonade Mouth
- Olivia Whiteová (zpěv) – Bridgit Mendler
- Stella Yamadová (kytara) – Hayley Kiyoko
- Wendell "Wen" Gifford (klávesy) – Adam Hicks
- Mohini "Mo" Banjaree (basa) – Naomi Scott
- Charles "Charlie" Delgado (bicí) – Blake Michael
- Scott Pickett (kytara) – Nick Roux

### Další
- Ray Beech – Chris Brochu
- ředitel Stanley Brenigan – Christopher McDonald
- učitelka hudby Jenny Rezniková – Tisha Campbell-Martin
- Mel - Isaac Kappy